# Албешть (Констанца)
Албешть, Албешті (рум. Albești) — село у повіті Констанца в Румунії. Адміністративний центр комуни Албешть.
Село розташоване на відстані 198 км на схід від Бухареста, 44 км на південний захід від Констанци.

## Населення
За даними перепису населення 2002 року у селі проживала 1421 особа.
Національний склад населення села:
| Національність | Кількість осіб | Відсоток |
| -------------- | -------------- | -------- |
| румуни         | 1336           | 94,0%    |
| татари         | 70             | 4,9%     |
| угорці         | 7              | 0,5%     |

Рідною мовою назвали:
| Мова      | Кількість осіб | Відсоток |
| --------- | -------------- | -------- |
| румунська | 1340           | 94,3%    |
| татарська | 66             | 4,6%     |
| угорська  | 7              | 0,5%     |